# لوكاندة فلسطين
تأسست لوكاندة فلسطين في مدينة نابلس عام 1932م، حيث كانت فلسطين في ذلك الوقت تحت الانتداب البريطاني. وقد تم تأسيسها على يد يوسف حنا خوري وفقا لهندسة معمارية عالية حيث تم تصميمها عن طريق الاستعانة بالمهندسين الأجانب، وقد عمل الفندق على تقديم خدماته الفندقية لزواره الوافدين من الجاليات العربية ما بين عامي 1934 و1967، أما بعد الانتداب البريطاني فقد أصبح الفندق مقرا للإنجليز بين عامي 1944 و1945 خلال الحرب العالمية الثانية.

## النشأة
تم تأسيس لوكاندة فلسطين في نابلس عام 1932م، على يد يوسف حنا خوري، وتم افتتاح الفندق في عام 1934م. لقد عاصرت لوكاندة فلسطين مراحل العثمانيين والانجليز والأردن والاحتلال الإسرائيلي، وقد توافد عليها العديد من الرؤساء والامراء والوزراء والفنانين والسياح والضيوف من شتى انحاء العالم، وظل العمل مستمرا بالفندق الى أن تم احتلال فلسطين من قبل القوات البريطانية، فقد استولت علي الفندق واتخذت منه مقرا للقيادة في العامين 1944 – 1945م، كما قامت قوات الاحتلال الإسرائيلي بالعمل نفسه وذلك بعد احتلالهم المدينة عام 1967م، فقد قاموا باقتحام الفندق والاستيلاء عليه واتخذوا منه مقرا لاقامة جنودهم وضباطهم.
وبعد عام 1967 أصبح الفندق يسمى لوكاندة فلسطين دون وجود خدمات فندقية مما تسبب في اغلاق الفندق، ولكن مع بقاء خدمة تقديم الطعام والشراب أحيانا للعابرين من السياح، أو في حفلات الزفاف التي كانت تقام في القاعة الكبرى، الى ان عادت قوات الاحتلال مرة أخرى وفامت باحتلال الفندق لعامين متصلين 1988-1989، واتخذت منه ثكنة عسكرية. ثم تم تأجير مبنى الفندق الى وكالة الغوث الدولية بحلول عام 1990، وذلك في مسعى لمنع قوات الاحتلال من العودة للاستيلاء عليه. وبعد انتهاء عقد ايجار وكالة الغوث في عام 2015، أُغلِقت ابوابه نهائيا.

## التصميم
تبلغ مساحة الفندق 700 مترا، وهو مكون من طابقين الأول يحتوي على غرف استقبال بالإضافة لبعض المنافع الأخرى. في حين يحتوي الطابق الثاني على غرف للنوم مجموعها 17 غرفة، ومطابخ وقاعة للطعام تتسع لما يقرب من 250 شخصا. وسوف يتم إضافة طابق ثالث للفندق عند إعادة ترميمه بمساعدة خبراء ترميم.
وأما براعة التصميم فتكون ظاهرة في سقف قاعة الطعام حيث يخلو الفندق من أي عمود يسنده، حيث تم تصميم أسقف اللوكاندة لتتحمل وتصمد دون وجود أعمدة تسندها والطراز والهندسة التي أستخدمت فيها تعتبر الأولى في فلسطين. ومن الجدير ذكره أن فلسطين تحتوي على 6700 غرفة فندقية تنال منها محافظة نابلس 120 غرفة.